# Fortnite Battle Royale
Fortnite: Battle Royale è una modalità di gioco free-to-play presente nel videogioco Fortnite, sviluppato da People Can Fly e pubblicato da Epic Games nel 2017 per PlayStation 4, Xbox One, Microsoft Windows e macOS.
A differenza di Fortnite: Salva il mondo, questa è una modalità PvP invece che PvE. In poco tempo ha raggiunto livelli di popolarità molto alti, diventando uno dei titoli più giocati.

## Modalità di gioco
Il videogioco è un TPS player vs player basato sui canoni del genere battle royale, dove l'obiettivo è quello di sopravvivere a tutti gli altri partecipanti all'interno di una zona che si restringe con lo scorrere del tempo e in cui l'iniziale mancanza di un equipaggiamento rende necessaria l'esplorazione degli ambienti per acquisire armi, munizioni e cure.
La peculiarità di Fortnite: Battle Royale rispetto ad altri titoli dello stesso genere è rappresentata dalla presenza di un sistema di costruzione, ereditato dalla modalità originale del videogioco, Salva il mondo, che integra elementi del tower defense all'interno della classica struttura dello sparatutto. La quasi totalità degli oggetti, delle piante e degli edifici nell'ambiente di gioco possono essere distrutti per accumulare diversi tipi di materiali - legno, pietra e metallo - utilizzabili per edificare muri, rampe, pavimenti e piramidi: ciò consente ai giocatori di proteggersi dai colpi nemici, rallentare la progressione degli avversari, così come di attraversare più agevolmente la mappa.
L'arena di gioco è una vasta isola composta da diversi punti d'interesse, che in certi casi presentano caratteristiche ambientali diverse tra loro. All'inizio di ogni partita, un velivolo chiamato Bus della battaglia sorvola l'area di gioco, dando la possibilità ai giocatori di lanciarsi verso il luogo della mappa che preferiscono. L'equipaggiamento iniziale è composto esclusivamente dal piccone, che permette di distruggere più velocemente gli elementi dello scenario. Per ottenere oggetti utilizzabili contro i nemici o per curarsi, i giocatori dovranno cercare i forzieri e le scatole di munizioni disseminate per l'isola, più altri elementi speciali temporanei.
Durante tutta la partita una tempesta circonderà l'isola, facendo sempre più danno man mano che si restringe. Per evitare ciò, ai giocatori verrà dato un certo lasso di tempo per raggiungere la zona sicura; una volta circondata dalla tempesta, la zona sicura si ridurrà a sua volta in una zona sicura ancora più piccola e così via fino alla fine della partita. Questo rimpicciolimento continuo del campo di gioco costringerà i giocatori, prima o poi, a fronteggiarsi e a eliminarsi. Quando si gioca in Singolo, i giocatori vengono immediatamente eliminati quando esauriscono la loro salute, mentre se si gioca con una squadra, i giocatori abbattuti possono strisciare in giro mentre perdono salute; Possono essere eliminati immediatamente da un avversario o rianimati da un compagno di squadra per aiutarli.
L'ultimo giocatore o l'ultima squadra a rimanere in vita ottiene una Vittoria Reale.

### Zero costruzioni
Nel marzo del 2022 è stata introdotta una modalità speciale chiamata Zero costruzioni, che ha eliminato tutti gli aspetti legati al sistema di costruzione. Questa è diventata una modalità primaria permanente, complementare all'originale Battaglia Reale, da aprile dello stesso anno. Per compensare l'impossibilità di costruire ripari in tempo reale per proteggersi dagli attacchi degli avversari, i giocatori sono dotati di uno scudo supplementare da 50 punti vita, che si rigenera in modo automatico pochi secondi dopo aver subito il danno.

### OG
Il 6 dicembre 2024 è stata introdotta in maniera definitiva, in seguito al successo dell'omonima stagione OG del Capitolo 4, la modalità Fortnite OG e Fortnite OG - Zero costruzioni. Questa modalità riporta la mappa originale, le vecchie armi, i vecchi suoni e le vecchie caratteristiche del Capitolo 1. Nel corso dei mesi la modalità si aggiornerà ripercorrendo tutte le stagioni del Capitolo 1 fino alla Stagione X.

## Sviluppo
Fortnite è stato presentato dalla Epic Games nel 2011, come una combinazione di Minecraft e Left 4 Dead in cui quattro giocatori lavorano insieme per recuperare risorse con cui costruire fortificazioni, trappole, armi e altri oggetti per sopravvivere all'attacco di mostri. Il gioco entrò in un prolungato periodo di sviluppo, in parte a causa di pressioni esterne dovute all'industria del gioco in transizione al modello del "gioco come servizio" e in parte a causa di un cambiamento di interessi della Epic (incluso il focalizzarsi su Paragon, il loro primo free-to-play) per soddisfare le sfide esterne. In questo periodo Epic strinse un accordo con Tencent, cedendo circa il 40% della compagnia in cambio del loro supporto nello sviluppo di giochi come servizio e per un accesso facilitato al mercato cinese dei videogiochi. Venne pubblicato pochi mesi dopo come prova ai videogiocatori, e nel giugno 2017 Fortnite fu confermato per essere pubblicato come free-to-play supportato da micropagamenti nel giugno 2017, con un periodo pagato di accesso anticipato a partire da un mese prima. Nel periodo di accesso prepagato il gioco presentò il suo modo di gioco primario, "Save the World", nel quale i giocatori si associano in squadre di fino a quattro giocatori per cooperare nel sopravvivere e completare gli obiettivi su mappe generate casualmente. Nonostante Epic non abbia mai fornito delle spiegazioni sulla scelta del nome del gioco, è evidente l'identità di pronuncia del termine inglese "Fortnight", che significa in italiano "due settimane", o anche "quindici giorni", ovvero quattordici notti (fourteen nights).
Nel marzo 2017 nell'ultima fase dello sviluppo, la Bluehole pubblicò PlayerUnknown's Battlegrounds, che ebbe un rapido successo divenendo la pietra di paragone per il genere delle battle royale game. Secondo Donald Mustard il team di sviluppo della Epic "amava i giochi battaglia reale come Battleground", e testò come produrre una modalità simile con il motore di gioco di Fortnite. Questa modalità fu sviluppata sperimentalmente da un gruppo di sviluppo diverso da quello principale del gioco, così da non sbilanciare la modalità principale di gioco. Lo sviluppo della modalità Battle Royale fu condotta da Eric Williamson con Zack Estep come direttore della produzione. Il loro obiettivo fu di sviluppare rapidamente la modalità Battle Royale a partire dalla caratteristiche principali della modalità "Save the World", escludendo ogni caratteristica complessa che non fosse già completamente sviluppata, così da poter pubblicare la nuova modalità il più presto possibile. Mentre stavano esplorando queste potenziali idee, si trattennero dall'includere fino a che la modalità principale non fosse stata pubblicata. Per lo sviluppo della modalità Battaglia reale, con l'aiuto della squadra di Unreal Tournament, occorsero circa due mesi a partire dal luglio 2017, dopo che la modalità "Salva il Mondo" era stata pubblicata. Le differenze principali tra la modalità Battle Royale e quella principale erano una progressione delle armi più limitata, un sottoinsieme delle trappole e un terreno più semplice e naturale. La decisione di quali elementi includere da "Save il Mondo" era anche basata sull'obiettivo che una partita non durasse più di 25 minuti. Nonostante le incertezze sull'uso del meccanismo di costruzione delle fortificazioni da parte dei giocatori, dato che il campo di battaglia si restringe continuamente, fu deciso comunque di includerlo. Ben presto si scoprì che questo aiutava a distinguerlo dai giochi dello stesso tipo, come Battleground e che i giocatori lo usavano spesso per vincere incontri. Furono quindi aggiunte ulteriori caratteristiche per aiutare i giocatori a costruire rapidamente basi temporanee.
In questi due mesi di sviluppo il piano della Epic era di includere Battaglia reale nel gioco a pagamento Fortnite, come fu annunciato pubblicamente a inizio di settembre 2017. Fu deciso di pubblicarlo separatamente come titolo free-to-play solo due settimane prima della pubblicazione, temendo altrimenti di rallentarne la crescita. Epic annunciò formalmente il cambio di piani una settimana dopo l'annuncio della pubblicazione, permettendo a chi aveva acquistato l'accesso anticipato a questa modalità di chiedere un rimborso.
La pubblicazione della modalità "Battaglia reale" anticipò la pubblicazione della versione di Battleground per console, suscitando alcune preoccupazioni da parte di Bluehole, l'editore di Battleground, poiché aveva lavorato a stretto contatto con la Epic per farsi supportare nell'uso del motore di gioco di Unreal per Battleground e temeva che Fortnite potesse aver incluso caratteristiche pensate la loro modalità battaglia reale, prima che avessero potuto pubblicarla. In seguito la PUBG (la divisione della Bluhole responsabile per Battleground) ha citato in giudizio la Epic Games di fronte ai tribunali della Corea del Sud con l'accusa che Battaglia reale è una violazione di copyright di Battlegrounds.
All'inizio del 2018, vista la popolarità di Fortnite Battle Royale la Epic incaricò una squadra di sviluppo dedicata al suo miglioramento. La Epic affermò che la loro attenzione a Fortnite stava causando un calo dei giocatori di altri loro giochi, portandoli a ridurre gli sforzi di sviluppo di questi, in particolare di Paragon. Per la fine di gennaio 2018 la Epic annunciò la chiusura di Paragon per aprile dello stesso anno, con rimborsi per tutti i giocatori. I giocatori sul forum dedicato a Fortnite su Reddit si dissero preoccupati che la modalità "Salva il Mondo" potrebbe incontrare un fato simile, dato che ha ricevuto meno miglioramenti e aggiornamenti in confronto alla modalità Battle Royale.
Successivamente alla pubblicazione la Epic ha aggiunto ulteriori caratteristiche, come nuove armi e macchine per la vendita. Ha sperimentato brevemente con modalità alternative, come incontri tra due squadre di 50 giocatori o 5 squadre di 20 giocatori, per esplorare altre modalità di gioco e mantenerne la novità per i giocatori. Epic intende introdurre per la metà del 2018 il gioco competitivo organizzato. Una modalità competitiva preliminare, Solo Showdown, è stata brevemente testata nel maggio 2018, premiando i primi classificati con la valuta interna del gioco. Epic è anche in grado di implementare rapidamente correzioni al gioco per sistemare cose come gli attributi e la distribuzione delle armi, se venissero scoperti problemi critici nel loro uso.

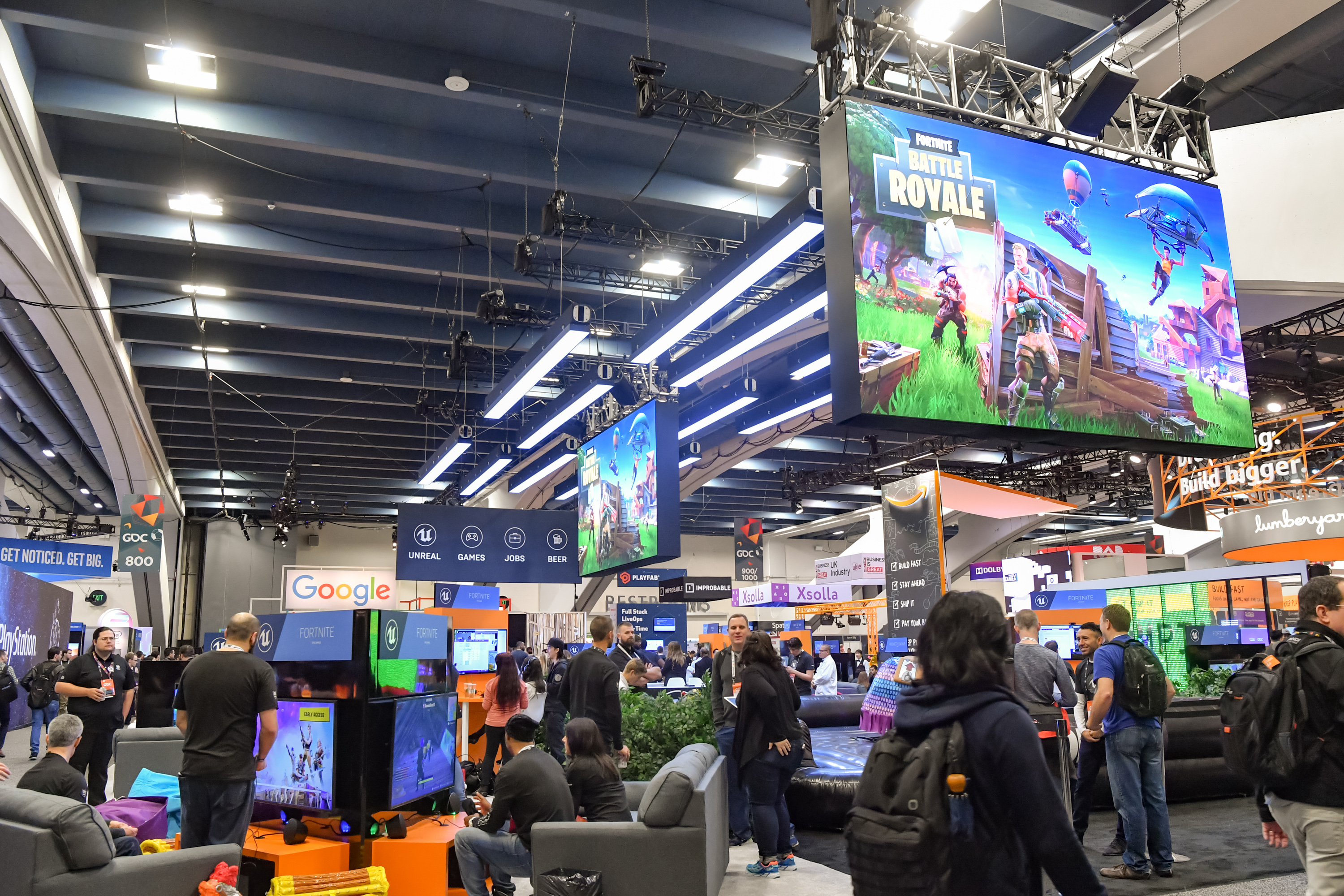
Fortnite alla GDC del 2018.

Tencent, che possiede parzialmente la Epic Games, pubblicherà Fortnite Battle Royale in Cina, la compagnia è già anche coinvolta nella pubblicazione e supporto di Battlegrounds in Cina. Tencent progetta di spendere fino a 15 milioni di dollari per promuovere il gioco, organizzare tornei e combattere violazioni di copyright e cloni di Fortnite che sono comparsi nel paese. Epic collabora anche con la Neowiz Games per portare una versione di Fortnite ai coreani PC bang (sale da gioco) per il secondo trimestre del 2018.
Il 12 giugno 2018 all'Electronic Entertainment Expo 2018 Nintendo e Epic annunciarono la pubblicazione Fortnite per il Nintendo Switch, con il supporto per il gioco cross-platform con computer, Xbox One e utenti mobili. Gli utenti possono mantenere il loro inventario, valuta di gioco e altri elementi sulle varie piattaforme di gioco. Questa versione del gioco fu pubblicata lo stesso giorno dell'annuncio. È il primo gioco a supportare la chat vocale attraverso la Switch console. I giocatori comunque notarono che la versione per Nintendo Switch non poteva essere collegata a profili della Epic Games che erano stati usati con la versione per Playstation 4 e viceversa. Questo a causa della riluttanza della Sony a supportare il gioco cross-platform.

### Mobile
Nel marzo 2018 la Epic Games ha annunciato la versione di Fortnite Battle Royale per dispositivi mobili Android e iOS. Queste versioni permettono di giocare cross-platform con sistemi Windows, macOS e Xbox One, che è stata abilitata il 15 marzo 2018. La versione per iOS è uscita per prima e quella per Android a metà 2018. La versione beta per i dispositivi iOS è stata lanciata il 15 marzo 2018, e aperta a tutti i giocatori il 2 aprile 2018.
Secondo un'analisi della Sensor Tower nei primi tre giorni dalla pubblicazione della versione mobile di Fortnite Battle Royale la Epic ha guadagnato circa 1 milione di dollari dalle microtransazioni. Glixel considera queste cifre non così impressionanti in confronto ad altri popolari giochi su piattaforme mobili, come Pokémon Go e Clash Royale che hanno guadagnato rispettivamente 4,9 e 4,6 milioni di dollari nei primi quattro giorni. Dal canto suo, Sensor Tower ha stimato che dopo un mese il titolo abbia guadagnato più di 25 milioni di dollari, sorpassando i guadagni di ogni altro gioco mobile e di diverse altre applicazioni nello stesso periodo.
La pubblicazione della versione per dispositivi mobili e l'interesse dei giovanissimi ha causato problemi nelle scuole. La Epic ha quindi aggiunto avvisi sulla schermata di caricamento del gioco per scoraggiare gli studenti dal giocarlo in classe. Matt Hancock, segretario britannico per la cultura, digitale, media e sport ha espresso preoccupazione per il tempo perso dai bambini giocando a Fortnite Battle Royale e simili, senza esercizi fisici e interazioni sociali.

## Esport

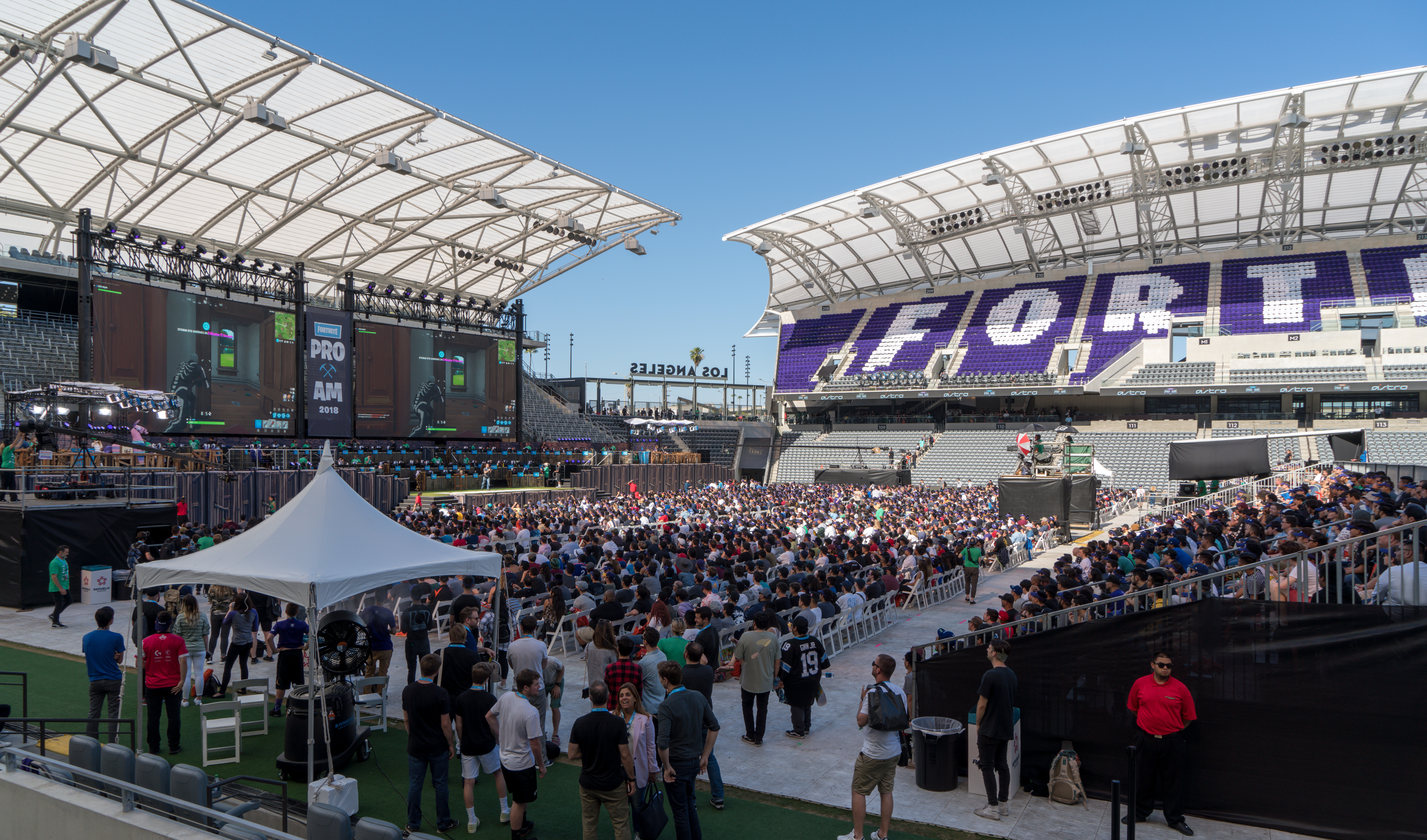
L'evento Fortnite Pro-Am all'E3 2018.

Una delle prime competizioni di sport elettronici ad usare Fortnite è stato l'evento Fortnite Pro-Am, tenuto il 12 giugno 2018 presso l'Electronic Entertainment Expo 2018. Questo torneo fu annunciato in seguito al successo della trasmissione in streaming di Tyler "Ninja" Blevins, nel marzo 2018, dove giocava a fianco di celebrità come Drake o Nathan Kress. L'evento ha presentato 50 celebrità appaiate dai primi 50 giocatori in competizione per un montepremi di 3 milioni di dollari da dare agli enti di beneficenza scelti dalla squadra vincente. Ninja e il suo compagno di gara Marshmello sono stati i vincitori dell'evento.

### Fortnite World Cup
Durante la Fortnite Pro-Am all'E3 2018, Epic annunciò che stava preparando una competizione mondiale per il 2019, con competizioni per Singolo e Coppie. Tutti i giocatori, indifferentemente dell'abilità, ebbero l'opportunità di competere per tentare di ottenere un piazzamento per l'evento finale.
Infatti nel 2019 si tenne il primo mondiale a tema Fortnite (Fortnite World Cup 2019) che si svolse dal 26 al 28 luglio diviso in 3 modalità: Creativa (26 luglio), Coppie (27 luglio) e Singolo (28 luglio). Il montepremi di 3 milioni di dollari fu vinto dallo streamer statunitense Kyle Giersdorf alias Bugha e la competizione a coppie fu vinta da "Cooler Nyhrox e Aqua".

## Riconoscimenti
| Data             | Premio                 | Categoria                       | Risultato   | Fonte  |
| ---------------- | ---------------------- | ------------------------------- | ----------- | ------ |
| 16 novembre 2018 | Golden Joystick Awards | Miglior videogioco dell'anno    | Vincitore   | [ 43 ] |
| 16 novembre 2018 | Golden Joystick Awards | Miglior videogioco competitivo  | Vincitore   | [ 43 ] |
| 2022             | The Game Awards 2022   | Miglior gioco continuativo      | Candidato/a |        |
| 2022             | The Game Awards 2022   | Miglior supporto alla community | Candidato/a |        |
| 2023             | The Game Awards 2023   | Miglior gioco continuativo      | Candidato/a |        |
| 2024             | The Game Awards 2024   | Miglior gioco continuativo      | Candidato/a |        |
| 2024             | The Game Awards 2024   | Miglior supporto alla community | Candidato/a |        |

## Cambiamenti stagionali
Il gioco è diviso in capitoli, a loro volta suddivisi in stagioni, che portano avanti la narrazione attraverso eventi e cambiamenti nella mappa di gioco.

### Capitolo 1 (2017-2019)
| Stagione                              | Durata                              | Descrizione |
| ------------------------------------- | ----------------------------------- | --- |
| Stagione 1                            | 24 ottobre - 14 dicembre 2017       | Introduzione dell'isola e del Negozio stagionale. |
| Stagione 2                            | 14 dicembre 2017 - 22 febbraio 2018 | Tema: Cavalieri. Introduzione del Pass Battaglia da 70 livelli. |
| Stagione 3                            | 22 febbraio - 1 maggio 2018         | Tema: Spazio. Pass Battaglia aumentato a 100 livelli. |
| Stagione 4 (Preparati all'impatto!)   | 1 maggio - 12 luglio 2018           | Tema: Supereroi. Una meteora ha colpito il centro mappa e sono apparsi dei set per un film sui supereroi. Nel cratere formato dalla meteora è stata trovata una capsula con all'interno Il Visitatore, che modificò un razzo del set per poi lanciarlo, creando una fenditura nel cielo. |
| Stagione 5 (I mondi collidono)        | 12 luglio - 27 settembre 2018       | Tema: Collisione dei mondi. La fenditura ha generato un cubo gigante e delle piccole fenditure sparse per la mappa. La palude è diventata un deserto. |
| Stagione 6 (L'oscurità sta arrivando) | 27 settembre - 6 dicembre 2018      | Tema: Oscurità. Il cubo si è rigenerato e ha sparso dei mostri per l'isola. |
| Stagione 7 (You better watch out)     | 6 dicembre 2018 - 28 febbraio 2019  | Tema: Inverno. Un iceberg si è scontrato con l'isola, portando con sé un castello, la neve e gli aeroplani. |
| Stagione 8 (La X segna il punto)      | 28 febbraio - 9 maggio 2019         | Tema: Pirati. È apparso un grande vulcano circondato dalla lava e dalla giungla. |
| Stagione 9 (Il futuro è tuo)          | 9 maggio - 1º agosto 2019           | Tema: Futuristico. I luoghi distrutti dalle eruzioni del vulcano sono stati ricostruiti in stile futuristico. |
| Stagione X (Eroi senza tempo)         | 1 agosto - 13 ottobre 2019          | Tema: Viaggio nel tempo. Il Punto Zero ha alterato alcuni luoghi della mappa e ha causato la riapparizione della meteora. |

### Capitolo 2 (2019-2021)
| Stagione                         | Durata                             | Descrizione |
| -------------------------------- | ---------------------------------- | --- |
| Stagione 1 (Nuovo mondo)         | 15 ottobre 2019 - 20 febbraio 2020 | Introdotta una nuova mappa e nuove meccaniche, come il nuoto, la pesca e la possibilità di afferrare i giocatori atterrati. Sono state aggiunte per la prima volta le IA nemiche. |
| Stagione 2 (Top secret)          | 20 febbraio - 17 giugno 2020       | Tema: Agenti segreti. Introdotti nuovi luoghi sorveglianti da torrette automatiche, scagnozzi e boss. I giocatori possono travestirsi, disabilitare la fonte di alimentazione del sistema di difesa, razziare il caveau delle basi e molto altro. I giocatori possono anche "scuotere" i giocatori abbattuti per esporre brevemente la posizione dei loro alleati. |
| Stagione 3 (Tuffati)             | 17 giugno - 27 agosto 2020         | Tema: Inondazione. L'isola è stata sommersa e sono comparsi gli squali. Nel corso della stagione, il livello dell'acqua è sceso. |
| Stagione 4 (Guerra per il Nexus) | 27 agosto - 2 dicembre 2020        | Tema: Marvel. Sull'isola sono apparsi vari supereroi e cattivi, insieme ai loro poteri. |
| Stagione 5 (Punto Zero)          | 2 dicembre 2020 - 16 marzo 2021    | Tema: Cacciatori di taglie. Introdotti gli NPC e i lingotti come valuta all'interno delle partite. Il Punto Zero è tornato nuovamente instabile, causando l'apparizione di un deserto. |
| Stagione 6 (Furia)               | 16 marzo - 8 giugno 2021           | Tema: Selvaggio. Il Punto Zero viene stabilizzato, creando attorno a sé un bioma primitivo e causando l'apparizione di animali selvatici. |
| Stagione 7 (Invasione)           | 8 giugno - 12 settembre 2021       | Tema: Alieni. Gli alieni invadono l'isola, portando con sé degli UFO pilotabili dai giocatori e varie armi aliene. Nel corso della stagione gli alieni hanno preso possesso di alcuni luoghi della mappa. |
| Stagione 8 (Al cubo)             | 13 settembre - 4 dicembre 2021     | Tema: Oscurità. La nave madre aliena è stata distrutta ed è in parte atterrata sull'isola, insieme a molti cubi, che iniziano a muoversi per la mappa e a moltiplicarsi. Ciò porta con sé anche il ViceVerso e i mostri del cubo. |

### Capitolo 3 (2021-2022)
| Stagione                 | Durata                          | Descrizione |
| ------------------------ | ------------------------------- | --- |
| Stagione 1 (Sottosopra)  | 5 dicembre 2021 - 20 marzo 2022 | Introdotta una nuova mappa, in cui sono presenti i Sette. Aggiunto anche il Klombo. |
| Stagione 2 (Resistenza)  | 20 marzo - 4 giugno 2022        | Tema: Guerra. L'OI e i Sette entrano in conflitto, portando alla disabilitazione della meccanica della costruzione per i primi giorni della stagione (Anticipando l'arrivo della modalità "Zero costruzioni"). Epic Games ha annunciato che avrebbe donato tutti gli acquisti dei V-Bucks all'Ucraina alla luce dell'Invasione russa dell'Ucraina del 2022. Il lunedì successivo, Epic ha affermato di aver già raccolto 36 milioni di dollari. |
| Stagione 3 (In sintonia) | 5 giugno - 18 settembre 2022    | Tema: Pace. L'Albero della Realtà è sbocciato e ha diffuso funghi giganti in una parte dell'isola. |
| Stagione 4 (Paradiso)    | 18 settembre - 4 dicembre 2022  | Tema: Cromo. Il cromo si è diffuso in tutta l'isola, ma a fine stagione la causa è stata sconfitta e il Punto Zero ha creato una nuova mappa. |

### Capitolo 4 (2022-2023)
| Stagione                     | Durata                          | Descrizione |
| ---------------------------- | ------------------------------- | --- |
| Stagione 1 (Un nuovo inizio) | 4 dicembre 2022 - 10 marzo 2023 | Introdotta una nuova mappa, la moto da cross e anche le palle di neve. |
| Stagione 2 (Mega)            | 10 marzo - 9 giugno 2023        | Tema: Giappone futuristico. Introdotto un nuovo bioma ispirato al giappone. |
| Stagione 3 (Giungla)         | 9 giugno - 25 agosto 2023       | Tema: Giungla. Una giungla abbandonata piena di antichi segreti viene svelata dopo il crollo del centro dell'isola. |
| Stagione 4 (Ultima spiaggia) | 25 agosto - 3 novembre 2023     | Tema: Spie. Kado Thorne arriva sull'Isola. |
| Stagione OG                  | 3 novembre - 3 dicembre 2023    | Vi è un ritorno dell'isola originale e di vari elementi di gioco della Battaglia reale, partendo dalla versione della stagione 5 fino alla stagione X del capitolo 1. La stagione si è rivelata un successo, raggiungendo il picco di 44.8 milioni di giocatori connessi contemporaneamente nel corso della prima settimana. |

### Capitolo 5 (2023-2024)
| Stagione                    | Durata                         | Descrizione |
| --------------------------- | ------------------------------ | --- |
| Stagione 1 (Underground)    | 3 dicembre 2023 - 8 marzo 2024 | Introdotta una nuova mappa, le mod per le armi e viene rimosso l'hitscan. |
| Stagione 2 (Miti e mortali) | 9 marzo - 24 maggio 2024       | Tema: Grecia. Alcune divinità greche arrivano sull'isola. |
| Stagione 3 (Demolizione)    | 24 maggio - 16 agosto          | Tema: Caos. Introdotto un deserto e le mod per le auto. |
| Stagione 4 (Destino finale) | 16 agosto - 2 novembre 2024    | Tema: Marvel. Sull'isola sono riapparsi vari supereroi e cattivi, insieme ai loro poteri.                                                                                                  |
| Stagione Remix              | 2 novembre - 1 dicembre 2024   | Questa stagione replica il Capitolo 2 Stagione 2 con la differenza che, al posto dei boss originali, sono presenti vari artisti del calibro di Snoop Dogg, Eminem, Ice Spice e Juice Wrld. |

### Capitolo 6 (2024-2025)
| Stagione                           | Durata                             | Descrizione |
| ---------------------------------- | ---------------------------------- | --- |
| Stagione 1 (Cacciatori di 鬼)      | 1 dicembre 2024 - 21 febbraio 2025 | Tema: Giappone. Introdotta una nuova isola in cui sono presenti i demoni e una forte magia. |
| Stagione 2 (Fuorilegge)            | 21 febbraio - 2 maggio 2025        | Tema: Rapine. Ora l'isola abbonda di lingotti ed è stata introdotta una nuova criptovaluta, il Cetrio-Coin, che vale ancora più dei lingotti e con cui si possono comprare armi esotiche.                   |
| Stagione MS1 (Battaglia Galattica) | 2 maggio - 7 giugno 2025           | Tema: Guerre Stellari. Introdotte nuove armi blaster ispirate a quelle di Star Wars, mentre la Morte Nera è ben visibile in cielo. Aggiunto anche lo Star Destroyer, che si può usare con appositi portali. |
| Stagione 3 (Super)                 | 7 giugno - 7 agosto 2025           | Tema: Supereroi. Introdotte le "posizioni eroe", cioè un sistema di potenziamento (Da C a S+), che avanza elimando i giocatori e sopravvivendo alle fasi della tempesta.                                    |
| Stagione 4 (Dominio fulminante)    | 7 agosto - 1 novembre 2025         | Tema: Insetti. Viene introdotto un nuovo bioma, il sistema di potenziamento rimane, ma con dei cambiamenti, e vengono introdotte nuove armi tra cui il Revolver Spaccatutto e il Fucile a pompa Spazzatore  |
| Stagione MS2                       | 1 novembre                         | Tema: I Simpson |